# جنگ بزرگ (فیلم ۲۰۱۹)
جنگ بزرگ (به انگلیسی: The Great War) فیلمی محصول سال ۲۰۱۹ و به کارگردانی استیون لوک است. در این فیلم بازیگرانی همچون باتس وایلدر، هیرارام ماری، بیلی زین و ران پرلمن ایفای نقش کرده‌اند.